# Proasellus vulgaris
Proasellus vulgaris és una espècie de crustaci isòpode pertanyent a la família dels asèl·lids.

## Hàbitat
És una espècie estigobiont, demersal i d'aigua dolça.

## Distribució geogràfica
Es troba a Europa: Itàlia i Eslovènia (la cova Zelimeljska a la conca del riu Sava).